# Arquipélago Bonaparte
O arquipélago Bonaparte é um grupo de ilhas situadas no nordeste da Austrália Ocidental, na região de Kimberley, a meia distância entre Broome e Darwin. O arquipélago é composto por várias centenas de ilhas e ilhéus. A maior destas ilhas tem área de 178 km².
Deve o seu nome a Joseph Bonaparte.
No arquipélago habita uma espécie do género Petrogale: o Petrogale burbidgei.